# Pelle Brage
Pelle Brage (f. 1978) er dansk billedkunstner, bosiddende i både København og Høvåg nær Kristiansand i Norge og uddannet fra Det Kongelige Danske Kunstakademi i 2005. Pelle Brages kunstneriske praksis indebærer over 50 danske og internationale projekter, og i 2000 var han med til at starte det internationale kunstnerkollektiv Parfyme.
Pelle Brage har udstillet på bl.a. Kunsthal Charlottenborg, KØS – Museum for kunst i det offentlige rum, Kunstmuseum Brandts, Herning
Kunstmuseum, Nikolaj Kunsthal og Kunsten Museum of Modern Art Aalborg i Danmark. Internationalt har han udstillet på SculptureCenter, New York, Manifesta 8 – The European Nomadic Biennial, Spanien og Sequences real time art festival, Reykjavik.
Pelle Brages kunstværker er midlertidige og permanente nedslag i byrummet eller på institutioner, der indbyder til at blive brugt, heriblandt The Big Goals, 2020, og Det Store Kasteværk, 2021, der var udstillet henholdsvis i og udenfor Bispen Kulturhus i Haderslev. Kunstværkerne bliver skabt på stedet og relaterer sig til for eksempel byliv, sociale fællesskaber, sundhed, ulighed, klima, infrastruktur eller forbrug.
Pelle Brage skaber kunst, der sætter andre spilleregler op for både kunsten og samfundet med visionen om at bygge bedre virkeligheder op i fællesskab med andre - med humoren og legen i centrum. Med udstillinger som Grand Prix på Sørlandets Kunstmuseum, 2018, Aalborg Eksperimentet i Kunstens park, 2018, Ærø Viser Vejen i Ærøskøbing, 2021 og Udsmyknings Bonanza på Kunsthal 6100 i Haderslev, 2020 anvender Pelle Brage kunsten som værktøj til at bygge, diskutere og teste mulige modeller på, hvordan en anden verden kunne være.

## Udvalgte projekter[1]
- UDSTILLINGSBONANZA, Kunsthal 6100, Haderlev, Danmark, 2020
- CLEOS FREMTID, Kristiansand Kunsthall, Norge, 2020
- GOLD, Astrid Noacks Atelier, København, Danmark, 2019
- LYKTEN, Harpefoss Hotell, Norge, 2017
- WELCOME NORWEGIANS, Kristiansand, Norge, 2017
- FREMTIDENS LEKEPLASS, Kristiansand, Norge, 2016
- ASKEATON CONTEMPORARY ARTS, Askeaton, Irland, 2016
- FIXING HISTORY, CAT Cologne, Tyskland, 2010
- PORTRAIT OF LOLLAND/ ALGER I BALJER, Lolland, Danmark, 2010
- BACKPACK FACTORY, Radar, Loughborough, England, 2009
- HYGUM KUNSTMUSEUM, Lemvig, Danmark, 2008
- OPEN CITY HALL, Rådhuset, København, Danmark, 2007
- DELUXE/FLUX FACTORY, Flux Factory, Queens, New York, 2007
- TOWER PROJECT, Festival of Extreme Building, Birmingham, England, 2007
- CINEMA, Dar al-Kalima College, Betlehem, Palæstina, 2007
- SCULPTURAL CAMPAIGN TOUR ABOUT MALARIA, Danmark, 2006
- TUTKIA SUOMI, Finland, 2005
- THE OFFICE OF THE FUTERE, Holmen, København, Danmark, 2004
- SMALL HUT FOR THE EU SUMMIT, Holmen, København, Danmark, 2002

## Udvalgte soloudstillinger[1]
- GRAND PRIX, Sørlandets Museum of Art, Kristiansand, Norge, 2018
- AALBORG EKSPERIMENTET, Kunsten – Museum of Modern Art Aalborg, Danmark 2017
- THE NEW TRIBE, Alting har en sjæl, Heerup Museum, Rødovre, Danmark, 2009
- THE TENT SHOW, Nikolaj Kunsthal, København, Danmark, 2007

## Udvalgte gruppeudstillinger[1]
- #VÆRKDINVERDEN, Ærøskøbing, Danmark, 2021
- NØRREKÆR BIENNALE, Nørrekærenge, Danmark, 2016 og 2019
- LANDSHAPE FESTIVAL, Blokhus, Danmark, 2016
- UNTEN AM HAVN. Interpol+-, Hamborg, Tyskland, 2013
- CONFLUX, Barney Building Gallery, New York University, New York, 2012
- INVOLVER, Herning Museum of Contemporary Art, Herning, Danmark, 2012
- VISIT TINGBJERG, Tingbjerg Kunsthallen, København, Danmark, 2012
- ART REACH. Nikolaj Kunsthal, København, Danmark, 2011,
- DOUBLE TAKE TRIPLE GIVE, Museums of Bat Yam, Bat Yam, Israel, 2011
- ARTS ASSEMBLY, Manifesta 8, Murcia, Spanien, 2010
- TUMULT, Vordingborg, Guldborgsund og Lolland, Danmark, 2010
- SNAPSHOTS OF TOURISM, Gallery Augusta, Sveaborg, Finland, 2010
- DAK’ART BIENNIALE DE L’ART AFRICAIN CONTEMPORAIN, Dakar, Senegal, 2010
- RETHINK – INFORMATION, København, Danmark, 2009
- SEQUENCES REAL-TIME FESTIVAL, Reykjavik, Island, 2009
- WORKS AT WORK, Kunsthal Charlottenborg, København, Danmark, 2009
- CREATIVE CITIES,  Toronto Free Gallery, Toronto, Canada, 2009
- POWER TO THE PEOPLE, Pancevo Biennial, Serbien, 2008
- UTURN – Quadrennial for Contemporary Art, København, Danmark, 2008
- CONSIDER THESE POLICIES, WIP:Sthlm, Stockholm, Sverige, 2008
- THE HAPPINESS OF OBJECTS, Sculpture Center, Queens, New York, USA, 2007
- IDEAS TO BETTER SURROUNDINGS, Museum of Art, Seoul National University, Seoul, Korea, 2007
- THE GUY DEBORD SHOW, New General Catalogue, online fra Brooklyn, New York, Parfyme Deluxe, 2007
- COME ONE COME ALL, 3rd Ward, Brooklyn, New York, USA., Parfyme Deluxe, 2006
- STREET CANOES, Knock Knock Picnic, Jack the Pelican, Brooklyn, New York, USA, Paryme Deluxe, 2006
- EXPORTABLE GOODS, Krinzinger Projekte, Wien, Østrig, 2006
- PLAYSPOTS, Arkitektskolen, København, Danmark, Parfyme Deluxe, 2006
- SEQUENCES – REAL TIME FESTIVAL, Reykjavik, Island, Parfyme Deluxe, 2006
- SIT DOWN, ART ON MIMERSGADE, Mimersgade, København, Danmark, 2006
- REALITY 10’55, Kunsthallen Brandts Klædefabrik, Odense, Danmark, 2006
- MOUNTAINS IN DANISH ART, Herning Art Museum, Herning, Danmark, 2006
- OSLO MOBILE KUNSTHAL, Oslo, Norge, 2005
- BIENNIAL OF TOWN AND TOWNPLANNERS IN EUROPE, Holmen, København, Danmark, 2005
- DOBBELTOP, Køge Skitsesamling, Køge, Danmark, 2005
- MONUMENT, Halmtorvet, København, Danmark, 2004
- BOYS & GIRLS, Zacheta National Gallery of Art, Warszawa, Polen, 2004
- LIVERPOOL BIENNALE, Independent section, Liverpool, England, 2002
- EFTERÅRSUDSTILLINGEN, Kunsthal Charlottenborg, København, Danmark, 2001 og 2002
- CONTEMPLATION ROOMS, Overgaden + Actions in the city, København, Danmark, 2002

## Seminarer og workshop[1]
- Meget Gernes – Boglancering og oplæg om Poul Gernes kunst. Louisiana Museum of Modern Art, 2016
- Making The City, Orange Innovation and Danish Architecture Centre, København, Danmark, 2014
- Open Engagement, Portland State University, Portland, Oregon, 2010
- The New Metro Line, København, Danmark, 2009
- Byliv & Havneliv, København Kommune, Danmark, 2008
- Doings or Not. Muhu Island, Estland, 2008
- What We Know of Our Past – What We Demand of Our Future, Messhall, Chicago, 2008
- Local Interaction, Charlotteager, Hedehusene, Danmark, 2007
- “Visioner for Købmagergade, Kultorvet og Hauser Plads”, København, Danmark, 2007
- Tea Party, Hjallerup, Danmark, 2006
- Kvarterpark NV, København, Danmark, 2006

## Undervisning[1]
- University of Agder (UIA), Kristiansand, Norge, 2015-nu
- Aalborg Universitet, Institut for Planlægning, 2016
- Holbæk Kunsthøjskole, 2006 og 2009
- BGK Holstebro, 2008
- BGK Esbjerg, 2008
- BGK Symposium Engelsholm, 2007
- Vera, Det Kongelige Akademi – Arkitektur, design, konservering 2007
- Københavns Universitet, Institut for kunsthistorie, 2006
- Det Fynske Kunstakademi, 2006
- Det Kongelige Danske Kunstakademi, 2006
- Københavns Universitet, Institut for landskabsarkitektur, 2004
- Aalborg Universitet, Instiut for industrial design, 2002
- Ærø Kunstskole, 2002-2006

## Anerkendelser[1]
- Arbejdslegat, Statens Kunstfond, 2008 og 2019
- Æreslegat, Aage og Yelva Nimbs Fond, 2008
- National Workshops for Arts and Crafts, København, Danmark, 2007
- Legat, Klara Karolines Fond, 2006